# Leine (1969)
De Leine  is een voormalig waterschap in de Nederlandse provincie Groningen.
De schappen Kropswolde en de Kropswolderbuitenpolder werden in 1969 herverdeeld in de Leine en de Rolkepolder. Het schap had een molen die uitsloeg op de Leijnewijk, dat weer in verbinding staat met het Zuidlaardermeer. In 1971 werd het waterschap vergroot met het Nieuwe Compagniesterdiep-Noordeinde.
Waterstaatkundig gezien ligt het gebied sinds 2000 binnen dat van het waterschapp Hunze en Aa's.
Het schap moet niet worden verward met het in de 19e eeuw opgerichte schap met dezelfde naam.